# Casa Nova
Casa Nova là một đô thị thuộc bang Bahia, Brasil. Đô thị này có diện tích 9657,505 km², dân số năm 2007 là 62372 người, mật độ 6,46 người/km².